# Daniele Ceva
Daniele Ceva (Valenza, 29 ottobre 1969) è un comico italiano.

## Biografia
Partecipa nel 2005 alla trasmissione comica Settima Dimensione su LA7. Nel 2006 è su Rai 2 con Caffè Teatro Cabaret. Sempre su Rai 2 nell'estate 2007 partecipa alla trasmissione comica Tribbù, condotta da Alessandro Siani e Serena Garitta. A gennaio 2008 partecipa, anche se con scarsa fortuna, a Bravograzie - la Champions League del cabaret, andata in onda su Rai 2 con la conduzione di Franco Neri e Maddalena Corvaglia. Sempre nel 2008 entra a far parte del cast del programma comico di Comedy Central Central Station nel ruolo di Fernando degli Abba. Dal 2009 è uno dei comici del cast di Colorado, trasmissione comica di Italia Uno.
Insieme al trio Mancio e Stigma, dal 2009 organizza e conduce il laboratorio comico "La Crotta della Commedia", appuntamento settimanale di cabaret e comicità presso la sede dell'Associazione Culturale Cardinal Mercurino di Gattinara (Vc). Nel 2010 è ospite della terza edizione italiana del Saturday Night Live su Italia 1, mentre nel 2011 diventa uno degli autori della quarta edizione. Il 2012 lo vede autore della quarta edizione di Central Station su Comedy Central e del nuovo programma, sempre di Comedy Central, Metropolis nella quale si esibisce anche come comico.
Della sua collaborazione autorale si sono avvalsi vari comici e personaggi televisivi tra cui i Fichi d'India, Andrea Pellizzari, Giorgio Verduci, i Mancio e Stigma (EMO), Gene Gnocchi, Andrea Di Marco.